# Liste der Monuments historiques in Theix-Noyalo
Die Liste der Monuments historiques in Theix-Noyalo führt die Monuments historiques in der französischen Gemeinde Theix-Noyalo auf.

## Liste der Bauwerke
| Bezeichnung                   | Beschreibung | Standort     | Kennzeichnung | Schutzstatus           | Datum          | Bild |
| ----------------------------- | ------------ | ------------ | ------------- | ---------------------- | -------------- | ---- |
| Kapelle                       |              | Theix (Lage) | PA00091754    | Inscrit                | 1925           |      |
| Kapelle Notre-Dame-la-Blanche |              | Theix (Lage) | PA00091755    | Inscrit                | 1925           |      |
| Schloss Plessis-Josso         |              | Theix (Lage) | PA00091756    | Inscrit Classé Inscrit | 1929 1981 2001 |      |

## Liste der Objekte
- Monuments historiques (Objekte) in Noyalo in der Base Palissy des französischen Kultusministeriums
- Monuments historiques (Objekte) in Theix in der Base Palissy des französischen Kultusministeriums